# Aragonés mediorribagorzano
El aragonés mediorribagorzano o simplemente mediorribagorzano es la variedad dialectal del aragonés que se habla en la Ribagorza, en la zona que abarca: Morillo de Liena, Campo, Espluga, Valle de Bardají, Valle de Lierp, Seira, Barbaruens y Abi.
El congosto de Ventamillo lo separa del patués. Entra en contacto con el catalán ribagorzano en el valle de Bacamorta y en La Ribera, valle lateral del Isábena, al sur del Turbón. En La Ribera el catalán ribagorzano se parece al habla Serraduy, pero con influencia del mediorribagorzano.
El lugar más representativo y conocido es Campo, aunque también existen estudios monográficos del Valle de Lierp.

## Fonética
- Son muchos los casos de pérdida de la -o final que no se encuentran en aragonés general:
  - embolic (embólico)
  - sort (suerte)
  - corp (cuerpo)
  - traball (trabajo)
  - any (año)
  - rebós (reposte)
  - fet (hecho)
  - uells (ojos)
  - cunills  (conejos)
  - polls (pollos)

- Son algunos los casos de no diptongación de la Ĕ corta latina, los tres primeros se hallan también en bajorribagorzano:
  - ben (bien)
  - tamé (también)
  - peus (pies)
  - terra (tierra)
  - pedra (piedra)
  - tempo (tiempo)

- Son algunos los casos de no diptongación de la Ŏ corta latina:
  - sort (suerte)
  - corp (cuerpo)
  - forza (fuerza)

- Se conservan más casos de diptongación delante de Yod que en bajorribagorzano.
  - OCULU > *ollo > uell (ojo)

- El grupo -it- puede estar castellanizado.
  - mucho, noche, pecho, ascuchá, pero se conserva fet.

- El diftongo -ie- de -iello está castellanizado en -illo:
  - Congosto de Ventamillo, crespillo.

## Morfología
- Los artículos son: el, la, es, las
- Se conserva la conjunción comparativa més, como en patués y alguna zona del Sobrarbe:
  - Magis > mais > més (más)
- Los pronombres personales de 1ª y 2ª de persona del plural son: nusotros y vusotros.
- El morfema personal de 1ª persona plural acaba en -m: cantam.
- Aunque el presente del verbo estar tiene diptongo (el ye, tu yes), el pasado imperfecto no tiene (el eba en lugar de el yera como en aragonés general).